# اولگا صفرونوا
اولگا صفرونوا (انگلیسی: Olga Safronova؛ زادهٔ ۵ نوامبر ۱۹۹۱) ورزشکار دو و میدانی اهل قزاقستان است.
وی در مسابقات کشوری و بین‌المللی در مجموع برندهٔ ۱ مدال طلا، ۱ مدال نقره و ۲ مدال برنز شده‌است.